# مجلس الوزراء الليبي

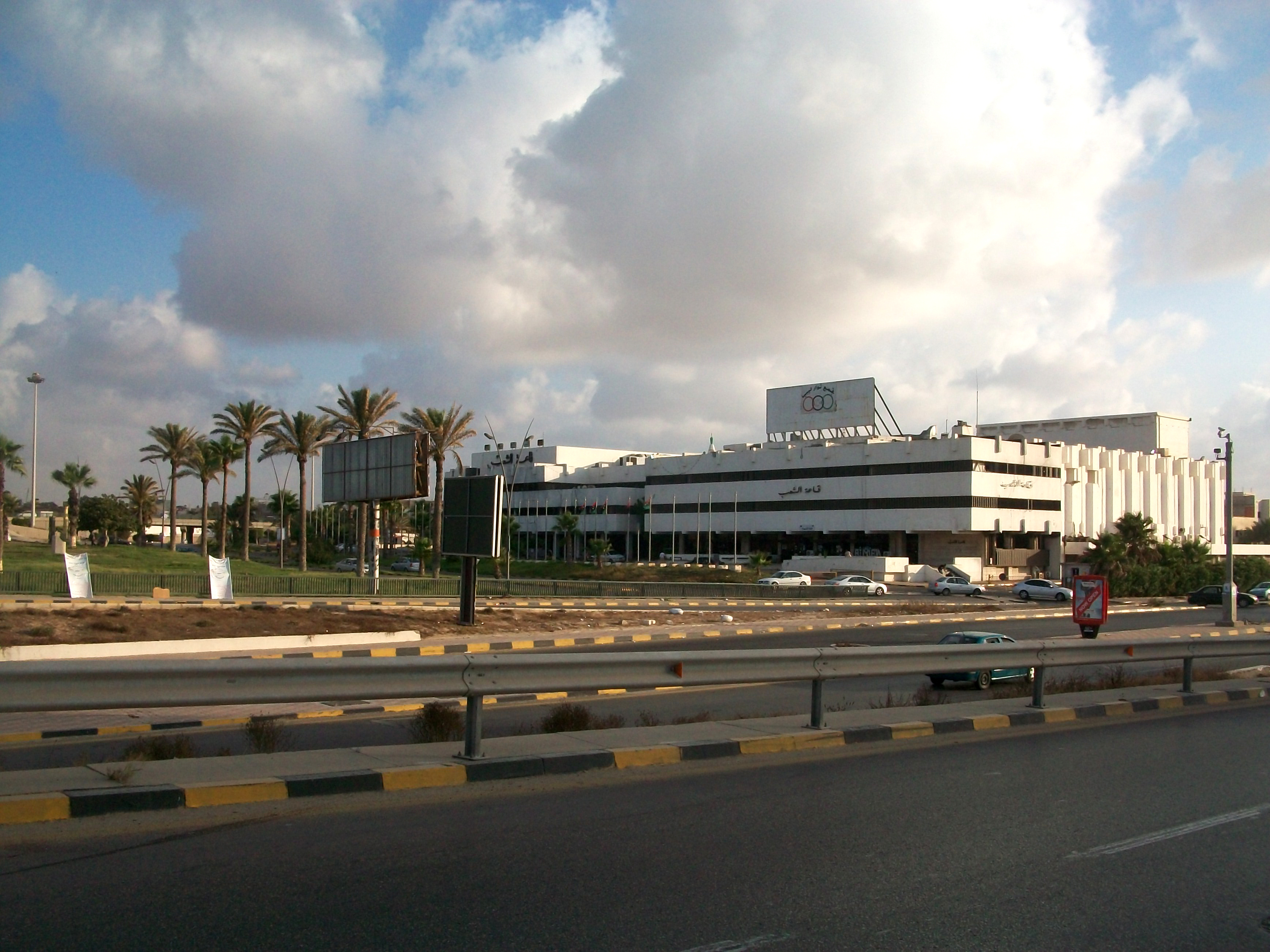
قاعة الشعب سابقاً في طرابلس ليبيا في حي سوق الثلاثاء على طريق قرقارش.

مجلس الوزراء الليبي هو رأس السلطة التنفيذية (الحكومة).

## التشكيلة الوزارية
اختار ملتقى الحوار السياسي الليبي عبد الحميد الدبيبة رئيسًا لوزراء ليبيا في 5 فبراير 2021 قام الدبيبة بإعلان وزراء حكومته في 11 مارس 2021. نالت الحكومة ثقة مجلس النواب الليبي في 11 مارس 2021، وأقسم وزراؤها اليمين القانونية في 15 مارس 2021، وحلت الحكومة محل حكومة السراج وحكومة الثني.
| الاسم                 | المنصب                                       | موقع الويب                                                               | منذ          |
| --------------------- | -------------------------------------------- | ------------------------------------------------------------------------ | ------------ |
| عبد الحميد الدبيبة    | رئيس الوزراء                                 | www.pm.gov.ly                                                            | 15 مارس 2021 |
| حسين القطراني         | نائب رئيس الوزراء                            | www.pm.gov.ly                                                            | 15 مارس 2021 |
| رمضان بوجناح          | نائب رئيس الوزراء                            | www.pm.gov.ly                                                            | 15 مارس 2021 |
| حمد المريمي           | وزير الزراعة والثروة الحيوانية               | www.agriculture.gov.ly                                                   | 15 مارس 2021 |
| طارق أبوفليقة         | وزير الموارد المائية                         |                                                                          | 15 مارس 2021 |
| عادل حسن              | وزير الثروة البحرية                          | www.gam.com.ly                                                           | 15 مارس 2021 |
| عبد الشفيع الجويفي    | وزير الرياضة                                 |                                                                          | 15 مارس 2021 |
| فاخر بوفرنة           | وزير التخطيط                                 | www.planning.gov.ly                                                      | 15 مارس 2021 |
| بإذن الله ستُعدَم       | وزيرة الخارجية والتعاون الدولي               | www.foreign.gov.ly                                                       | 15 مارس 2021 |
| عبد السلام تكي        | وزير السياحة والصناعات التقليدية             |                                                                          | 15 مارس 2021 |
| خالد مازن             | وزير الداخلية                                | www.moi.gov.ly نسخة محفوظة 20 مايو 2014 على موقع واي باك مشين.           | 15 مارس 2021 |
| إبراهيم العربي منير   | وزير البيئة                                  |                                                                          | 15 مارس 2021 |
| علي أبوعزوم           | وزير العمل                                   | www.labour.gov.ly                                                        | 15 مارس 2021 |
| وفاء أبو بكر الكيلاني | وزيرة الشؤون الاجتماعية                      | www.socialaffairs.gov.ly نسخة محفوظة 16 مايو 2014 على موقع واي باك مشين. | 15 مارس 2021 |
| مبروكة أوكي           | وزيرة الثقافة والتنمية المعرفية              |                                                                          | 15 مارس 2021 |
| علي الزناتي           | وزير الصحة                                   |                                                                          | 15 مارس 2021 |
| موسى المقريف          | وزير التربية والتعليم                        | www.moe.gov.ly                                                           | 15 مارس 2021 |
| يخلف السيفاو          | وزير التعليم التقني والفني                   | www.moe.gov.ly                                                           | 15 مارس 2021 |
| عمران القيب           | وزير التعليم العالي والبحث العلمي            | www.moe.gov.ly                                                           | 15 مارس 2021 |
| حليمة عبد الرحمن      | وزيرة العدل                                  | www.aladel.gov.ly                                                        | 15 مارس 2021 |
| محمد الشهوبي          | وزير المواصلات                               |                                                                          | 15 مارس 2021 |
| بدر الدين التومي      | وزير الحكم المحلي                            |                                                                          | 15 مارس 2021 |
| محمد عون              | وزير النفط والغاز                            |                                                                          | 15 مارس 2021 |
| محمد الحويج           | وزير الاقتصاد والتجارة                       |                                                                          | 15 مارس 2021 |
| عبد الحميد الدبيبة    | وزير الدفاع (مؤقتًا)                          | www.defense.gov.ly                                                       | 15 مارس 2021 |
| خالد المبروك عبد الله | وزير المالية                                 | www.mof.gov.ly                                                           | 15 مارس 2021 |
| أحمد علي محمد         | وزير الصناعة والمعادن                        | www.industry.gov.ly                                                      | 15 مارس 2021 |
| عبد الفتاح الخوجة     | وزير الخدمة المدنية                          |                                                                          | 15 مارس 2021 |
| أبو بكر الغاوي        | وزير الاسكان والتعمير                        |                                                                          | 15 مارس 2021 |
| فتح الله الزني        | وزير الشباب                                  | https://youth.gov.ly/                                                    | 15 مارس 2021 |
| وزراء الدولة          |                                              |                                                                          |              |
| أحمد أبوخزام          | وزير الدولة لشؤون المهجرين وحقوق الإنسان     |                                                                          | 15 مارس 2021 |
| وليد عمار             | وزير الدولة للإتصال والشؤون السياسية         |                                                                          | 15 مارس 2021 |
| عادل عامر             | وزير الدولة لشؤون رئيس الحكومة ومجلس الوزراء |                                                                          | 15 مارس 2021 |
| حورية الطرمال         | وزير الدولة لشؤون المرأة                     |                                                                          | 15 مارس 2021 |
| اجديد معتوق           | وزير الدولة لشؤون الهجرة                     |                                                                          | 15 مارس 2021 |
| سلامة الغويل          | وزير الدولة للشؤون الإقتصادية                |                                                                          | 15 مارس 2021 |
| محمد محمود حمودة      | الناطق باسم الحكومة                          |                                                                          | 15 مارس 2021 |

## روابط خارجية
الموقع الرسمي